# آکسفوردشر جنوبی
آکسفوردشر جنوبی (به انگلیسی: South Oxfordshire) یک منطقهٔ مسکونی در بریتانیا است که در آکسفوردشر واقع شده‌است.